# Neutralitätsbogen
Der Neutralitätsbogen (turkmenisch Bitaraplyk arkasy) ist mit einer Höhe von 95 Metern das höchste Bauwerk der turkmenischen Hauptstadt Aşgabat. Es befindet sich heute im südlichen Teil der Stadt, nachdem es im Jahre 2011 umgebaut und versetzt worden war.

## Geschichte

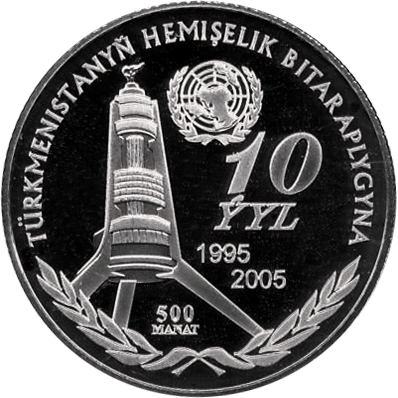
Der Neutralitätsbogen auf einer Münze der Währung Manat zum zehnjährigen Jubiläum der Neutralität

Der ursprüngliche, 75 Meter hohe Bogen wurde 1998 im Auftrag des damaligen Präsidenten Saparmyrat Nyýazow zur Feier der Anerkennung als neutraler Staat durch die UN am 12. Dezember 1995 im Zentrum Aşgabats auf dem Unabhängigkeitsplatz erbaut. Die Baukosten beliefen sich auf zwölf Millionen US-Dollar. Nach dem Tod Nyýazows und der Machtübernahme durch Gurbanguly Berdimuhamedow unterzeichnete der neue Präsident ein Dekret, das den Abbau und den Transport des Monuments sowie den Wiederaufbau in veränderter Form in einem Vorort der Hauptstadt anordnete. Die Arbeiten wurden von dem türkischen Unternehmen Polimeks übernommen, das auch den ursprünglichen Bogen errichtet hatte. Die Demontage begann mit der Entfernung der goldenen Statue Nyýazows vom Bogen am 26. August 2010. Im Jahre 2011 wurde der Bogen wiedereröffnet, nun mit einer Höhe von 95 Metern.
Die Verlegung der Statue wurde von Beobachtern als Versuch Berdimuhamedows angesehen, den Personenkult um seinen Amtsvorgänger, der als „Vater der Turkmenen“ bekannt war, einzudämmen.

## Aufbau
Der Neutralitätsbogen steht auf drei Füßen; auf seiner Spitze befindet sich eine goldene Statue Saparmyrat Nyýazows. Bei der Fertigstellung im Jahre 1998 war das Bauwerk 75 Meter hoch; die goldene Statue hat eine Höhe von zwölf Metern. Ursprünglich drehte sich die Statue im Laufe des Tages, so dass sie stets auf die Sonne ausgerichtet war. Nach der Verlegung und dem Umbau ist der Bogen 95 Meter hoch, eine Rotation der Statue ist nicht mehr möglich. Das Bauwerk hat eine öffentlich zugängliche Aussichtsplattform.